# Le Superbe Orénoque
Le Superbe Orénoque est un roman d'aventures de Jules Verne, paru en 1898.

## Historique
Le roman est d'abord publié en feuilleton dans le Magasin d'Éducation et de Récréation du 1er janvier au 15 décembre 1898, puis en volume dès le 24 novembre de la même année chez Hetzel.

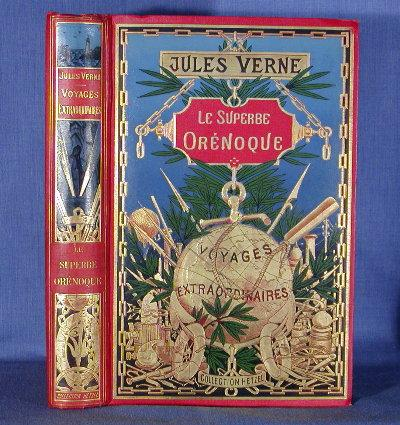
Couverture du livre.

## Quelques dates
Le Superbe Orénoque a été écrit en 1894 et a paru pour la première fois en volume en 1898.

## Résumé
La recherche d'un père au fil de l'Orénoque. En parallèle, trois géographes vénézuéliens se disputent, chacun défendant un cours d'eau différent comme « véritable » Orénoque : l'Atabapo, le Guaviare, enfin l'Orénoque lui-même.

## Sources
Le roman s'inspire des récits de l'explorateur Jean Chaffanjon qui effectua plusieurs voyages sur l'Orénoque et dans cette région du monde. En 1884, il explore le cours inférieur de l'Orénoque jusqu'au confluent du Río Meta ; en 1885, il remonte le Río Caura jusqu'à sa source ; en 1886, il remonte le cours supérieur de l'Orénoque jusqu'à la Sierra Parima.